# Никонов, Николай Артурович
Никола́й Арту́рович Ни́конов (укр. Микола Артурович Ніконов, позывной — Ник; 9 августа 1985, Кривой Рог — 12 марта 2022, Мариуполь) — украинский военнослужащий, командир первого отряда специальных операций, капитан 2-го ранга 73 МЦСпО Сил специальных операций Украины, отметился в ходе российского вторжения в Украину, Герой Украины (19 марта 2022, посмертно).

## Биография
Родился 9 августа 1985 года в городе Кривой Рог Днепропетровской области. Окончил криворожскую общеобразовательную школу № 85.
Служил в 73-м морском центре специальных операций. В 2011—2012 годах «морской котик» принимал участие в международных военных учениях. С 2014 года воевал на Донбассе.
В 2014 году со своей группой 73-го морского центра специальных операций совершил глубокий разведывательный рейд до самой границы с РФ под Новоазовском на Донетчине.
2 июня 2015 года принимал участие в атаке группы 73 МЦСпО на опорный пункт под посёлком Чермалык Донецкой области.
За 5 лет во главе отряда ни разу не находился в отпуске.
Установил 3 мировых рекорда на Ironman в США.
Во время российского вторжения на Украину участвовал в обороне Мариуполя. Погиб 12 марта 2022 года под огнём РСЗО.

## Награды
- Орден Богдана Хмельницкого III степени (29 июля 2016) — за личное мужество и высокий профессионализм, проявленные в защите государственного суверенитета и территориальной целостности Украины, верность военной присяге[3].

- Звание «Герой Украины» с удостоением ордена «Золотая Звезда» (19 марта 2022, посмертно) — за личное мужество и героизм, проявленные в защите государственного суверенитета и территориальной целостности Украины, верность военной присяге.